# Nagua taína

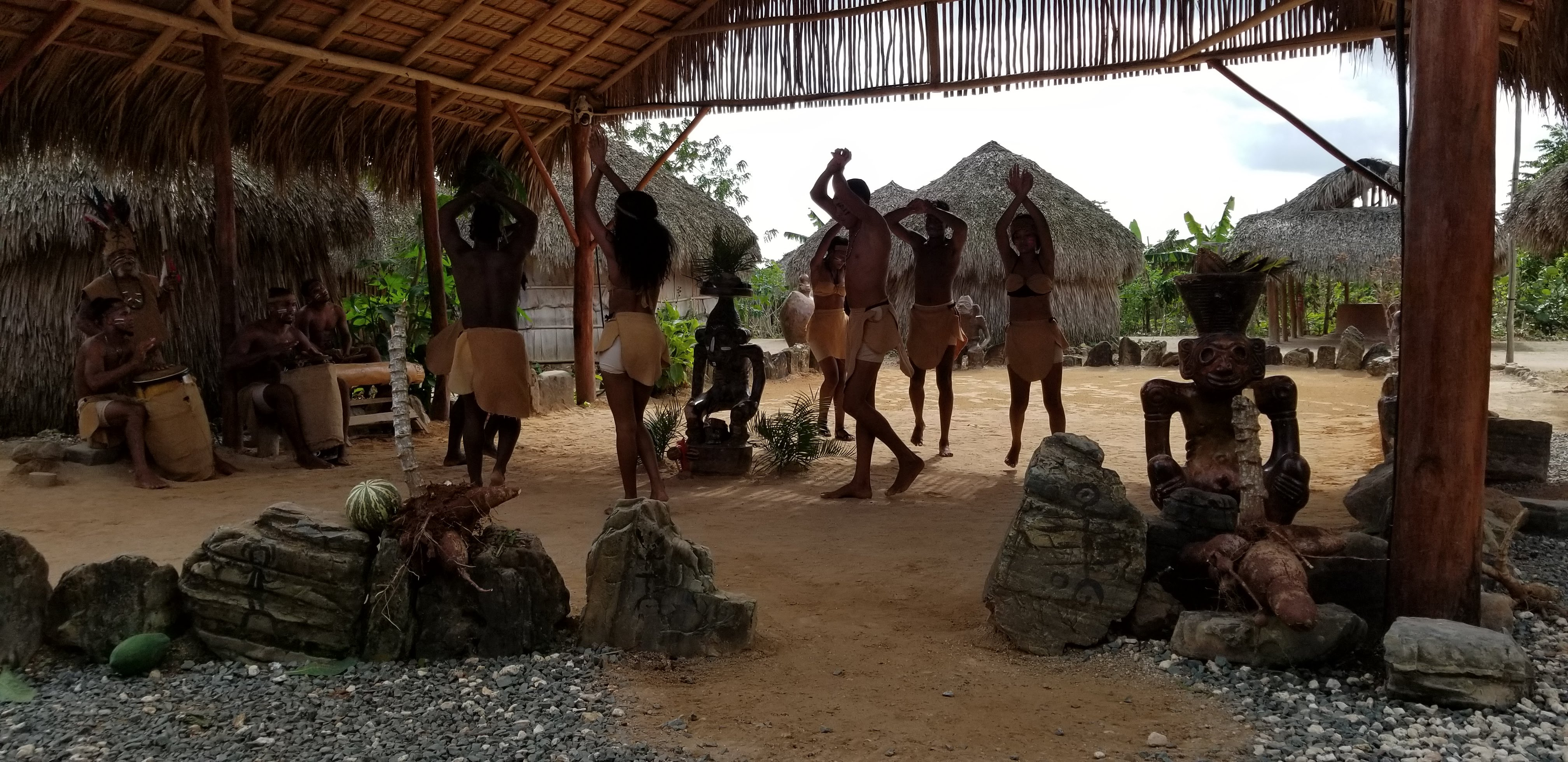
Danza tradicional taína

La nagua es una falda que llevaban las mujeres taínas y una tradición que refleja los papeles del género en su sociedad. Las normas de vestimenta asociadas con la nagua constituían una parte de la expresión cultural de los taínos. Siguiendo la colonización española, estas normas cambiaron significativamente con la influencia y el control europeos, porque las tradiciones indígenas fueron consideradas inmorales e inapropiadas según los valores cristianos de los colonizadores. Esta influencia abarcaba partes integrales de su cultura, debido a la imposición de cambios de los europeos.

## Descripción y significado de la Nagua
La nagua taína era una falda similar a un delantal, confeccionada de fibras de palma o algodón. Como un producto de la agricultura taína, el algodón fue cultivado y fabricado por las mujeres para múltiples usos, incluida la ropa, las hamacas y otros artículos domésticos de uso cotidiano.
La ropa taína era generalmente mínima debido al clima cálido del Caribe, y porque a menudo se pintaban y se decoraban los cuerpos con joyas como collares, pendientes y otros adornos elaborados. Por esa razón, esta falda tenía un valor simbólico significativo en la cultura. Primero, solo la llevaban las mujeres casadas, así que fue un rito de paso para mostrar el nuevo estatus de una mujer dentro de la comunidad. A través de esta tradición, se puede observar la importancia de la unión matrimonial en la estructura social de la cultura taína. 
La longitud de la nagua indicaba el rango social de la mujer que la usaba: una nagua más larga correspondía a una posición social más alta, mientras que una más corta era señal de un estatus inferior. Las mujeres solteras no usaban nagua, por lo que esta prenda funcionaba también como un indicador de madurez y posición dentro de la jerarquía social taína, en parte determinada por el estado civil.

## Roles de género y la nagua

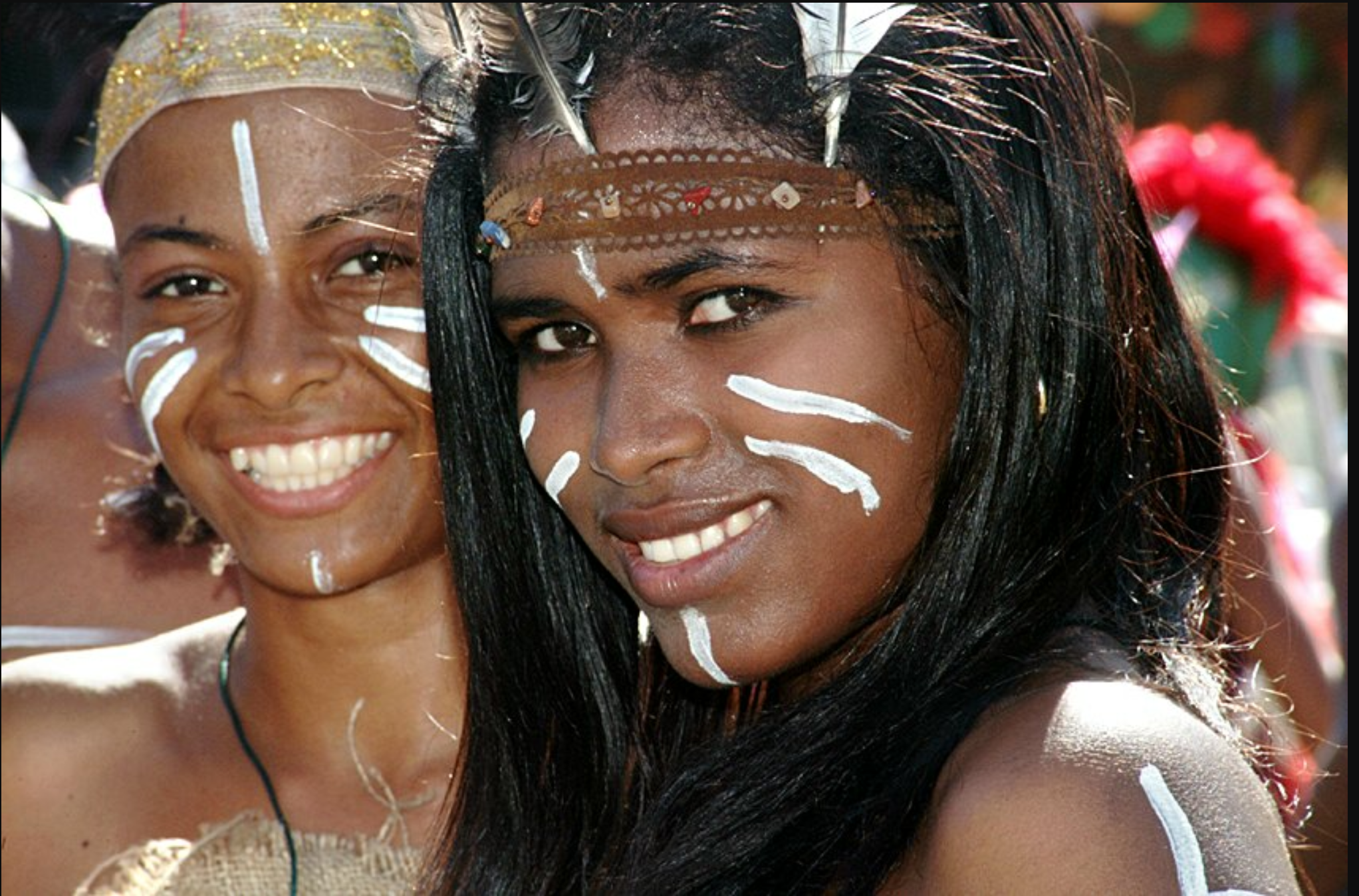
Mujeres taínas

En la sociedad taína, las mujeres desempeñaban un papel relevante y, en ciertos aspectos, equiparable al de otros grupos indígenas del Caribe y América. La estructura social taína se basaba en un sistema matrilineal, lo que implicaba que la herencia de bienes, el estatus social y el linaje se transmitían por línea materna. Esta organización confería a las mujeres una posición destacada dentro del ámbito familiar y comunitario.
Tanto hombres como mujeres participaban activamente en la agricultura, base de la economía taína. Una práctica habitual consistía en la preparación conjunta para la cosecha: los hombres construían los conucos, montículos de tierra empleados para el cultivo, mientras que las mujeres se encargaban de procesar y preparar la yuca, uno de los alimentos fundamentales de su dieta. Esta organización del trabajo refleja una división de tareas complementaria.
Las mujeres también podían desempeñar funciones de liderazgo dentro de la estructura política taína, lo cual pone de manifiesto su presencia en esferas más allá del ámbito doméstico o económico. En algunos casos documentados, formaban parte del grupo de caciques, líderes tribales que ejercían autoridad sobre los nitaínos (nobles) y los naborías (trabajadores), organizando la vida social, económica y religiosa de sus comunidades. Aunque los cargos de liderazgo eran ocupados principalmente por hombres, la participación femenina en este nivel de gobierno indica que el ejercicio del poder no estaba restringido exclusivamente al género masculino. Esta inclusión sugiere que la sociedad taína permitía cierta flexibilidad en la asignación de roles de autoridad, reconociendo en algunas mujeres la capacidad de gobernar, tomar decisiones y representar a su pueblo en asuntos de importancia colectiva.
En la sociedad taína también se practicaba la poligamia, especialmente entre los hombres. Un hombre común podía tener dos o tres esposas, mientras que un cacique podía contar con hasta veinte. La nagua, falda tejida, era una prenda que usaban únicamente las mujeres casadas, mientras que las mujeres solteras, al igual que los hombres, permanecían desnudos. Esta práctica respondía a normas culturales propias y no implicaba connotaciones de vergüenza o sexualidad dentro de su cosmovisión.

## Impacto de la colonización en la vestimenta taína

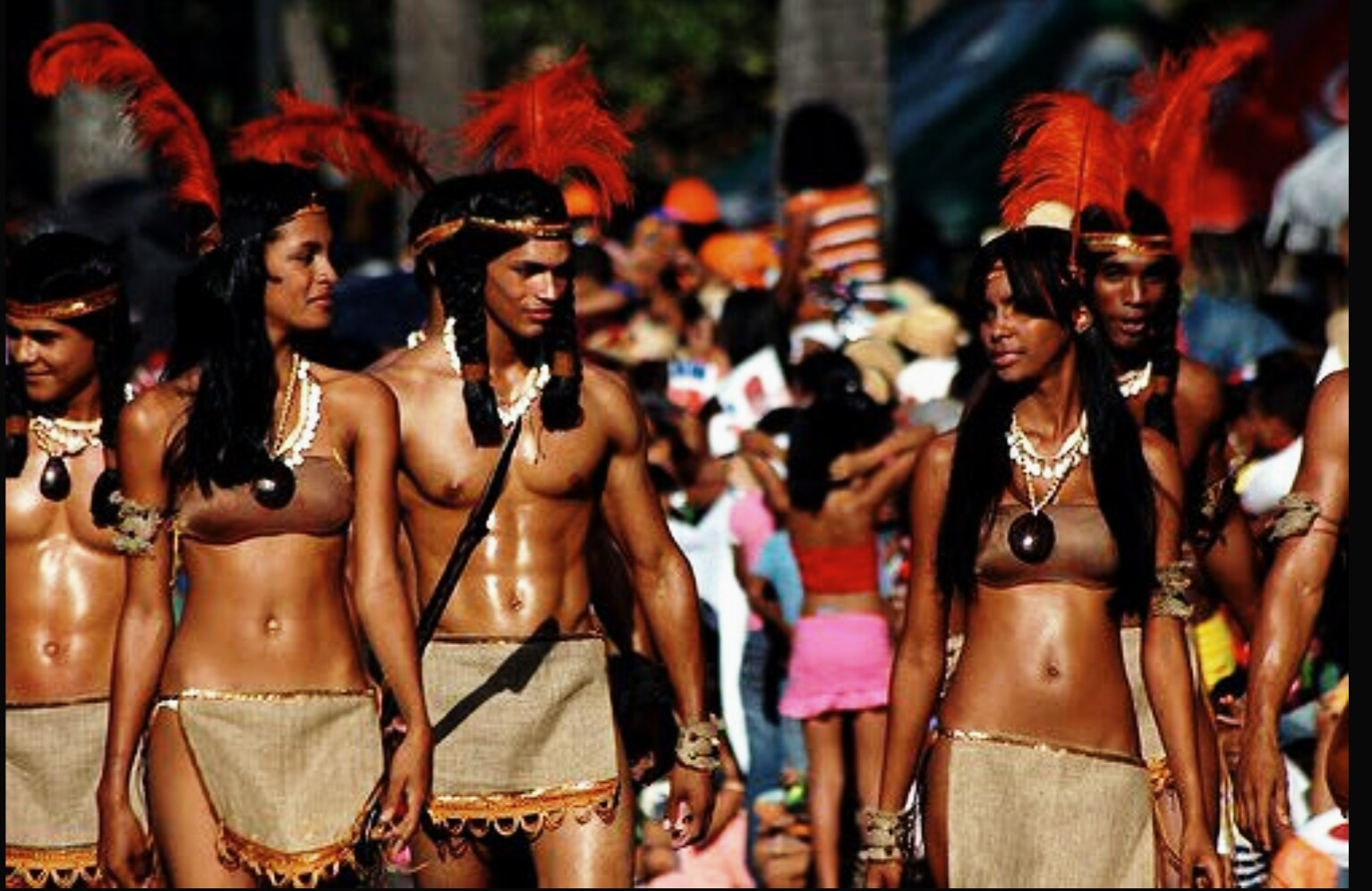
Grupo taíno

Tras la colonización del pueblo taíno, el rol y la condición de las mujeres experimentaron transformaciones profundas. Muchas fueron obligadas a realizar trabajos forzados, esclavizadas y utilizadas como objetos de intercambio por los colonizadores españoles. Estas prácticas afectaron gravemente las estructuras sociales previamente existentes en las comunidades taínas, alterando dinámicas familiares, económicas y culturales.
Uno de los cambios más visibles tras el contacto con los europeos se manifestó en la vestimenta. Antes de la colonización, la indumentaria taína era mínima y funcional, adecuada al clima tropical del Caribe. Las mujeres usaban la nagua, cuya longitud variaba según la edad o el estatus social. Las niñas y mujeres jóvenes podían permanecer desnudas, una práctica culturalmente aceptada y desprovista de connotaciones negativas dentro del contexto taíno.
Con la llegada de los españoles, las normas culturales relacionadas con el cuerpo y la vestimenta comenzaron a modificarse. Los colonizadores interpretaron la ropa tradicional taína desde su perspectiva europea y cristiana, considerándola inapropiada o inmoral. En consecuencia, se introdujeron nuevas pautas de vestimenta que exigían una mayor cobertura corporal, en consonancia con los valores morales y sociales de la Europa de la época. Estas normas fueron impuestas como parte de un proceso más amplio de reorganización social y cultural, en el cual se promovieron y privilegiaron las prácticas europeas por encima de las indígenas.
La modificación de la vestimenta representó un cambio que trascendió lo meramente externo, afectando también aspectos fundamentales de la vida cotidiana. A partir de la colonización, las prácticas vestimentarias tradicionales comenzaron a ser reemplazadas o adaptadas progresivamente bajo la influencia del sistema colonial, lo que reflejó una transformación más amplia en las costumbres, identidades y estructuras sociales de las comunidades taínas.
La investigación sobre la cultura taína, sus roles de género y la importancia de la nagua en las normas de vestimenta, revela el papel del estatus social como algo de valor simbólico en la sociedad. También se puede analizar los impactos de la colonización en una cultura que fue interpretada como extraña e inmoral según los europeos, quienes no reconocieron la importancia de las normas de vestimenta, ni la estructura social y la relación entre ambos géneros.